# Vladana Vučinić
Vladana Vučinić (művésznevén: Vladana) (Podgorica, 1986. július 18. – ) montenegrói énekesnő, dalszerző. Ő képviseli Montenegrót a 2022-es Eurovíziós Dalfesztiválon Torinóban, a Breathe című dallal.

## Magánélete
Vladana macedón felmenőkkel rendelkezik. Újságírói diplomát szerzett politikatudományi karon, egy online divatmagazin (Čiviluk) alapítója és főszerkesztője.

## Pályafutása
Vladana már kiskorában érdeklődött a zene iránt, mivel nagyapja, Boris Nizamovski a macedón Színpadi Művészek Szövetségének vezetője és a Magnifico macedón együttes menedzsere volt. Vladana alap- és középfokú zenei végzettséggel rendelkezik, az operaéneklés áll hozzá közel. 
2003-ban debütált a televízióban egy karaoke műsorban, és ugyanebben az évben kiadott egy debütáló kislemezt, amelyet a montenegrói budvai Mediterrán Fesztiválon adott elő. 2005-ben és 2006-ban részt vett Szerbia és Montenegró montenegrói eurovíziós nemzeti előválogatón, a Montevizijában. Második részvétele során Bojana Nenezićtyel duettezett, akivel sikerült bejutniuk a Szerbia és montenegrói döntőbe. A versenyt tizenötödik helyen zárták a huszonnégy fős mezőnyben.
2022. január 4-én a montenegrói közszolgálati televízió (RTGC) bejelentette, hogy az énekesnő képviseli Montenegrót a következő Eurovíziós Dalfesztiválon. Versenydalát márciusban mutatták be. A dalfesztiválon a második elődöntőben lépett fel, ahol az utolsó előtti helyen végzett, így nem jutott tovább a döntőbe.

## Diszkográfia

### Stúdióalbumok
- Sinner City (2010)

### Kislemezek
- Ostaćeš mi vječna ljubav (2003)
- Noć (2004)
- Samo moj nikad njen (2005)
- Kao miris kokosa (2006)
- Kapije od zlata (2006)
- Poljubac Kao Doručak (2007)
- Sinner City (2010)
- Breathe (2022)

### Közreműködések
- Željna (2006, Bojana Nenezić)